# Chasmanthera uviformis
Chasmanthera uviformis är en tvåhjärtbladig växtart som beskrevs av Henri Ernest Baillon. Chasmanthera uviformis ingår i släktet Chasmanthera och familjen Menispermaceae. Inga underarter finns listade i Catalogue of Life.